# Anywhere for You
«Anywhere for You» es el quinto sencillo lanzado por los Backstreet Boys en 1997 de su homónimo álbum de debut. Esta es una de las primeras grabaciones de su álbum de debut en 1996. La canción fue escrita por Gary Baker en 1994 y fue grabada al año siguiente por el grupo.
Su versión en español, titulada "Donde Quieras Yo Iré", más tarde se grabó una versión en español de "I'll Never Break Your Heart" en Zúrich 1996.

## Video
El video musical de "Anywhere for You" muestra a la banda en una playa de Miami, Florida, grabado el 11 de enero de 1996, con la muestra diversas actividades recreativas, tales como ciclismo y voleibol. Otras escenas muestran a cantar la canción en las rocas por el agua.

## Posicionamiento
| País        | Listas 1997             | Posición |
| ----------- | ----------------------- | -------- |
| Alemania    | German Singles Chart    | 3        |
| Austria     | Austrian Singles Chart  | 7        |
| Bélgica     | Flanders Singles Chart  | 20       |
| Bélgica     | Walonia Singles Chart   | 8        |
| Holanda     | Dutch Singles Chart     | 7        |
| Irlanda     | Irish Singles Chart     | 18       |
| Noruega     | Norwegian Singles Chart | 15       |
| Suecia      | Swedish Singles Chart   | 18       |
| Suiza       | Swiss Singles Chart     | 3        |
| Reino Unido | UK Singles Chart        | 4        |